# Mouvement populaire (Nouvelle-Zélande)
 (juin 2025).
Pour les articles homonymes, voir Mouvement populaire.
Le Mouvement populaire est un parti politique néo-zélandais né au début des années 1930 et qui est resté actif jusqu'au début des années 1940. Porté par une vision individualiste de la société, son programme fixe pour objectifs principaux la réduction des compétences de l'État, la mise en place d'une réforme de la fonction publique, la limitation du pouvoir des partis politiques et la fin des politiques "socialistes" du Parti travailliste au pouvoir.
Bien qu'il attire des politiciens de premier plan, le Mouvement ne parvient pas à obtenir de victoire électorale. En avril 1940, le Mouvement populaire accueille  Albert Davy, le coordinateur de campagne à qui l'on avait attribué le succès du Parti Uni en 1919 et du Parti Réformiste en 1925. Cependant, le Parti Démocrate qu'il a fondé en 1934 a participé à diviser le vote conservateur lors des élections de 1935 et 1938, ce qui a contribué à la victoire écrasante du Parti travailliste en 1935.
De la même manière, le Mouvement Populaire n'est pas parvenu à s'imposer. En février 1941, une tendance du Mouvement fusionne avec le Parti national et, en 1942, Davy quitte le Mouvement pour fonder le Parti coopératif de Nouvelle-Zélande.
Lors des élections de 1943, ce qu'il reste du Mouvement Populaire (de nouveau dirigé par Albert Davy) parraine 25 candidats sous le nom de « Groupe indépendant » ou « Groupe populaire indépendant » (GPI), mais les candidats n'obtiennent qu'à peine 7 389 voix (0,89 % ; décompte provisoire des voix) et aucun n'est élu. Davy se plaint alors que les élections de 1943 sont dictées par des lignes « strictement partisanes » et avance que la scission du Parti travailliste démocrate avait permis au Parti national de gagner six sièges.